# Чёрный лещ
Чёрный лещ, или амурский чёрный лещ (лат. Megalobrama terminalis), — вид лучепёрых рыб семейства карповых.
Достигает в благоприятных условиях длины 60 см и веса 4 кг. Продолжительность жизни около 10 лет.
Он распространен в руслах равнинных рек и в больших озёрах в бассейне Амура. Встречается от бассейна Амура на севере до Южного Китая (Гуанчжоу) на юге.
Питается моллюсками, личинками насекомых, рыбой, иногда водорослями.
Половой зрелости лещ чёрный амурский достигает на 6—8 году жизни при длине тела 30—37 см. Нерестится ежегодно, на Амуре в июле. Икра небольшая, выметывается на течении. Плодовитость рыбы около 250 тыс. икринок.